# Mojito de pacharán
El mojito de pacharán es un cóctel originario de la Comunidad Foral de Navarra, compuesto por pacharán, azúcar, lima, menta o hierbabuena y hielo picado.

## Características
Esta bebida ha pasado a ser muy popular en Navarra y regiones limítrofes desde principios del siglo XXI, y es una variedad del tradicional mojito cubano en donde se sustituye el ron por el pacharán como base alcohólica del combinado, siendo el resto de ingredientes y la forma de preparación idéntica.

## Ingredientes
Una de las recetas más habitual para preparar el "pacharán tropical" es la siguiente:
- 5 centilitros de pacharán.
- 3 centilitros de base de mojito.
- 5 centilitros de zumo de naranja con mandarina.
- Hielo.
- Peladuras de cítricos.

Aunque también se puede preparar sin la base de mojito.